# Zenata (Argélia)
Zenata (em árabe: زناتة) é uma cidade e comuna localizada na província de Tremecém, no noroeste da Argélia. Em 2008, sua população era de 3 890 habitantes.